# 91 a. C.
El año 91 a. C. fue un año del calendario Mañana prejuliano. En el Imperio romano, fue conocido como el año 663 Ab Urbe condita.

## Acontecimientos

### República romana
- Cónsules: Sexto Julio César y Lucio Marcio Filipo.
- El tribuno Marco Livio Druso propone extender la ciudadanía romana a las ciudades italianas aliadas, pero es asesinado, lo que lleva a la guerra Social.
- Comienza la guerra Social (o de los aliados), entre la República romana y sus aliados  itálicos sublevados. Roma utiliza mercenarios de otros países. Durará dos años, y terminará con la toma de Ascoli (Italia).
- Sexto Julio César (tío paterno de Cayo Julio César) es nombrado cónsul.

### Asia
- Liu Ju, príncipe heredero de la dinastía Han, se rebela contra su padre, el emperador Wu, y sus juicios de brujería. Después de fracasar su rebelión, se ahorca.
- Memorias históricas o Registros del Gran Historiador compilados por Sima Qian.

## Nacimientos
- Xuan Di, emperador de la dinastía Han (f. 49 a. C.)

## Fallecimientos
- Quinto Cecilio Metelo Numídico, político romano.
- Lucio Licinio Craso, cónsul romano (n. 140 a. C.)
- Marco Livio Druso, político romano.